# Фантасия
Фантасия (греч. Φαντασία; возможно — XII век до н. э., то есть XX династия Нового царства) — египтянка из Мемфиса, легендарная поэтесса времен Троянской войны, которая, по утверждениям некоторых древних авторов, написала поэмы о Троянской войне и возвращении Одиссея на Итаку, послужившие источником вдохновения для Гомера (VIII век до н. э.). Данная легенда, как и многие другие утверждения относительно греческого эпоса, не имеет надежных доказательств.

## Упоминания
Патриарх Фотий (IX век) цитирует мифографа Птолемея Гефестиона (II в. н. э.), который пишет, что «Фантасия, женщина из Мемфиса, дочь Никарха, до Гомера написала повествование о Троянской войне и приключениях Одиссея. Книги были положены, как говорят, в Мемфисе; Гомер отправился туда и получил список от Фанита, храмового писца, и сочинял, вдохновляясь ими».

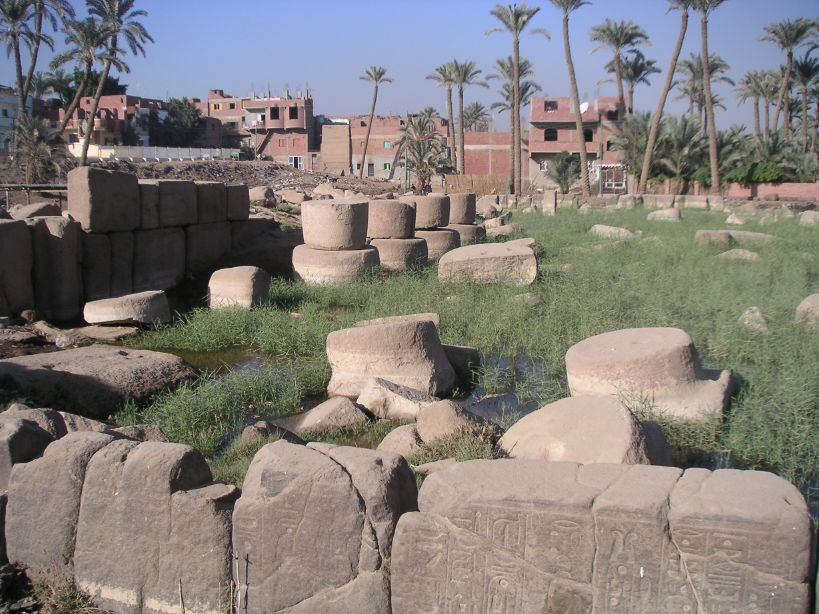
Руины храма Птаха в Мемфисе, который греки называли храмом Гефеста

Согласно аналогичной истории, пересказанной епископом Евстафием Солунским (XII в. н. э.) со слов «некоего Навкрата», Фантасия была дочерью Никарха из Мемфиса, женой Разума и прислужницей Мудрости. Она отличалась поэтическим дарованием и написала поэмы о Троянской войне и путешествии Одиссея, вложив книги в храм Гефеста в Мемфисе. Затем Гомер навестил святилище, убедил жрецов сделать для него список рукописей, которые он использовал в своей работе над «Илиадой» и «Одиссеей». Евстафий пишет: «некоторые говорят, что поэт этот был египтянин или посетивший Египет и всё там изучавший». Эта история является одной из позднейших биографических легенд о Гомере.
Любопытно, что о Фантасии не упоминают ни Самуэль Батлер, ни современный лингвист Эндрю Дэлби, которые оба доказывают, что автором «Одиссеи», судя по подробному описанию домашнего быта, была женщина.

## Имя и термин
Александр Поуп пишет, что странно встретить египтянку с греческим именем и что, скорее всего, вначале слово «фантазия» относительно источника вдохновения Гомера было использовано фигурально, а потом в результате ошибки оно было принято за реальное имя.
Согласно другой версии, наоборот, слово «фантазия» возникло от имени Фантасии. Тем не менее, стандартная версия этимологии слова указывает, что φαντασία происходит от φαντάζω («показывать в уме или воображении»), которое, в свою очередь, происходит от φαίνω («показывать в свете», ср. «иерофант» — святой+показывать) и является однокоренным с ϕῶς («свет», как в слове «фосфор»).
Сторонники версии существования египетской поэтессы в XIX веке писали, что эта этимология, возможно, не верна либо является результатом совпадения, а египтянка Фантасия, вероятней всего, была жрицей, возможно, Исиды, поскольку они видели в её имени корень Phant/Phont который в ту эпоху в том регионе являлся обозначением жреческого сана; причем у коптов он сохранился по сей день в виде Hant/Hont.